# Reinhard Gottschling
Reinhard Gottschling (* 19. Juli 1934 in Băgaciu (deutsch Bogeschdorf), Königreich Rumänien; † 6. Februar 2008) war ein rumänisch-deutscher Handballspieler und -trainer.

## Werdegang
Gottschling kam als Schüler in Mediaș mit dem Handballsport in Berührung. Beruflich wurde der Rumäniendeutsche in Periam als Lehrer tätig und spielte 1953/54 ein Jahr in der höchsten rumänischen Handballliga. Während seines Wehrdienstes bei der rumänischen Armee baute er eine aus Soldaten bestehende Handballmannschaft auf und betreute diese als Trainer. Ab 1956 war Gottschling in Reșița als Lehrer beschäftigt und spielte gleichzeitig für die Mannschaft des Arbeitersportklubs Reșița in Rumäniens erster Liga. Mit diesem wurde er 1959 rumänischer Vizemeister. 1960 beendete er seine Spielerlaufbahn.
Gottschling verlegte sich neben seiner Arbeit im Schuldienst auf die Tätigkeit als Handballtrainer, war als solcher an der Sportschule Reșița beschäftigt. Zusätzlich nahm er an der Sporthochschule Bukarest ein Fernstudium auf.
1969 verließ Gottschling die Sozialistische Republik Rumänien und ging gemeinsam mit einer Ehefrau in die Bundesrepublik Deutschland, wo er in Düsseldorf eine Anstellung als Lehrer am Max-Planck-Gymnasium fand. Zwischen 1973 und 1975 studierte er neben der Arbeit Geografie an der Universität Düsseldorf. Er setzte in Deutschland des Weiteren seine Tätigkeit als Handballtrainer fort. 1970/71 betreute Gottschling im Düsseldorfer Stadtteil Angermund eine Feldhandball-Mannschaft, von 1972 bis 1974 hatte er das Traineramt beim Regionalligisten Eintracht Hagen inne. Ihm lag 1973 das Angebot vor, Frauen-Bundestrainer zu werden, er lehnte aber ab, um seine Lehrerstelle nicht aufgeben zu müssen. 1977/78 trainierte er die Bundesliga-Mannschaft OSC Rheinhausen. Darüber hinaus war Gottschling zwischen 1970 und 1978 beim Westdeutschen Handball-Verband als Lehrwart tätig und in diesem Amt an der Sichtung späterer Nationalspieler wie Joachim Deckarm und Heiner Brand beteiligt.
Gottschling war Trainer der Bundesliga-Damen von Bayer Leverkusen. Die Rheinländerinnen führte er zu mehreren Titelgewinnen, darunter 1982 und 1984 jeweils zum Gewinn der deutschen Meisterschaft und des Pokalwettbewerbs. Im Europapokal der Landesmeister zog Leverkusen unter seiner Leitung 1984 in die Endspiele ein, verlor dort aber gegen Radnički Belgrad. Gottschling starb 2008 an Blutkrebs.